# Playing God (singolo)
Playing God è il quinto singolo estratto dall'album Brand New Eyes del gruppo musicale statunitense Paramore, pubblicato il 15 novembre 2010. Si tratta dell'ultimo singolo pubblicato dalla band con Josh e Zac Farro, che lasceranno la band un mese dopo la sua pubblicazione.

## Descrizione
La canzone è stata scritta da Hayley Williams, Josh Farro e Taylor York.  Parlando del brano, Williams ha detto:
(Hayley Williams)

## Video musicale
Il video, girato il 2 novembre 2010 nella casa dei genitori di Hayley Williams, è diretto da Brandon Chesbro. Mostra la cantante che tiene rinchiusi e legati gli altri membri della band in uno scantinato, e li libera solo verso la fine del video per suonare insieme, prima di rilegarli di nuovo. È stato pubblicato il 16 novembre.

## Tracce
Testi e musiche di Hayley Williams, Josh Farro e Taylor York.
1. Playing God – 3:02

## Formazione
- Hayley Williams – voce, tastiera
- Josh Farro – chitarra solista, voce secondaria
- Taylor York – chitarra ritmica
- Jeremy Davis – basso
- Zac Farro – batteria

## Classifiche
| Classifica (2012)          | Posizione massima |
| -------------------------- | ----------------- |
| Brasile                    | 4                 |
| Portogallo                 | 18                |
| Regno Unito                | 195               |
| Regno Unito (rock & metal) | 5                 |